# هاروی (ایلینوی)
هاروی، ایلینوی (به انگلیسی: Harvey, Illinois) یک شهر در ایالات متحده آمریکا با جمعیت ۲۵٬۲۸۲ نفر است که در ایلی‌نوی واقع شده‌است.